# Riserva della biosfera della Grosses Walsertal
La riserva della biosfera della Großes Walsertal è una riserva naturale nell'omonimo Grosses Walsertal, nel Vorarlberg (Austria) e dal novembre 2000 dichiarata patrimonio dell'umanità dall'UNESCO.

## Territorio
La Riserva della biosfera del Grosses Walsertal si estende su una superficie di 19.231 ettari. L'altitudine varia da 580 m a 2.704 m sul livello del mare.
La riserva della biosfera si estende sui comuni di Blons, Fontanella, Raggal, Sonntag, St. Gerold e Thüringerberg. La parte settentrionale è caratterizzata dalle dolci e verdi montagne Flysch della cresta Walserkamm, quella meridionale dalle aspre cime e dai pendii ghiaiosi delle Alpi calcaree.
La riserva naturale conta 3.420 abitanti e circa 180 aziende agricole, il 42% delle quali sono biologiche.

## Strutture ricettive
Il biosphärenpark.haus, il centro visitatori della riserva Grosses Walsertal, offre informazioni sotto forma di film, moduli interattivi, vetrine ed erbari.